# Jan Kazimierz Wilczyński

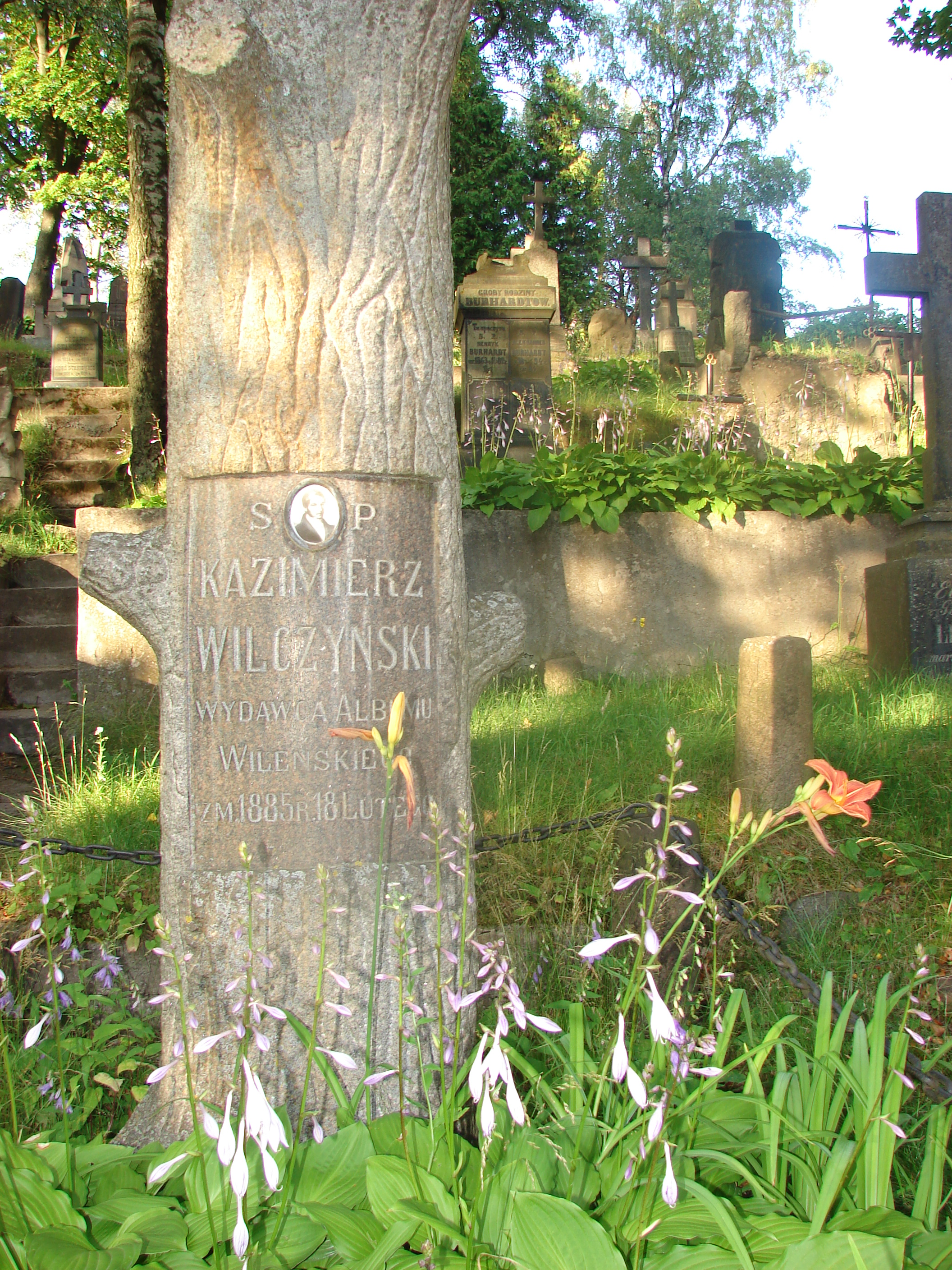
Grób Wilczyńskiego na cmentarzu Na Rossie (2008)

Jan Kazimierz Maciej Longin Ildefons Wilczyński (ur. 26 lutego 1806 w Jassanach, zm. 18 lutego 1885 w powiecie wiłkomierskim) – polski lekarz, kolekcjoner i wydawca.
Był najmłodszym dzieckiem Zygmunta Wilczyńskiego i Tekli z Romerów. Jako roczne dziecko stracił ojca. W 1827 ukończył studia medyczne na Uniwersytecie Wileńskim i wyjechał na dalsze studia do Paryża. Podczas powstania listopadowego (1830–1831) przebywał w Warszawie. W 1835 powrócił do Wilna.
Wydał słynne Album Wileńskie (fr. Album de Wilna), w 1860 wydał także Album Kijowskie i Album Warszawskie, jednak nie znalazły one powodzenia u odbiorców.
W 1863 podczas powstania styczniowego (1863–1864) był inwigilowany przez carską policję.
Ostatnią swoją podróż odbył w 1870 do Paryża. Ostatnie 15 lat swojego życia spędził w samotności i zapomnieniu. Został pochowany na cmentarzu Na Rossie w Wilnie.